# شورش حزب کارگران کردستان
شورش حزب کارگران کردستان، درگیری مسلحانه بین ترکیه و گروه‌های مختلف کرد است که خواهان جدایی از ترکیه برای تشکیل یک کردستان مستقل یا داشتن خودمختاری و داشتن حقوق سیاسی و فرهنگی بیشتر برای کردها در جمهوری ترکیه هستند. گروه اصلی حزب کارگران کردستان یا پ‌ک‌ک (زبان‌های کردی: Partiya Karkerên Kurdistan) است. با این که شورش عمدتاً در جنوب شرقی ترکیه است، شورشیان در بسیاری از مناطق این کشور حملاتی ترتیب داده‌اند. حضور پ‌ک‌ک در کردستان عراق، که حملاتی نیز از آنجا صورت داده منجر به انجام یورش‌های مکرر زمینی از سوی ارتش ترکیه شده و حملات هوایی و توپخانه‌ای در منطقه صورت گرفته. تخمین زده شده این منازعه به اقتصاد ترکیه بین ۳۰۰ تا ۴۵۰ میلیارد دلار آسیب زده باشد که بیشترش هزینه‌های نظامی است همچنین گردشگری ترکیه را تحت تأثیر قرار داده.